# Bachenbülach
Bachenbülach is een gemeente en plaats in het Zwitserse kanton Zürich, en maakt deel uit van het district Bülach.

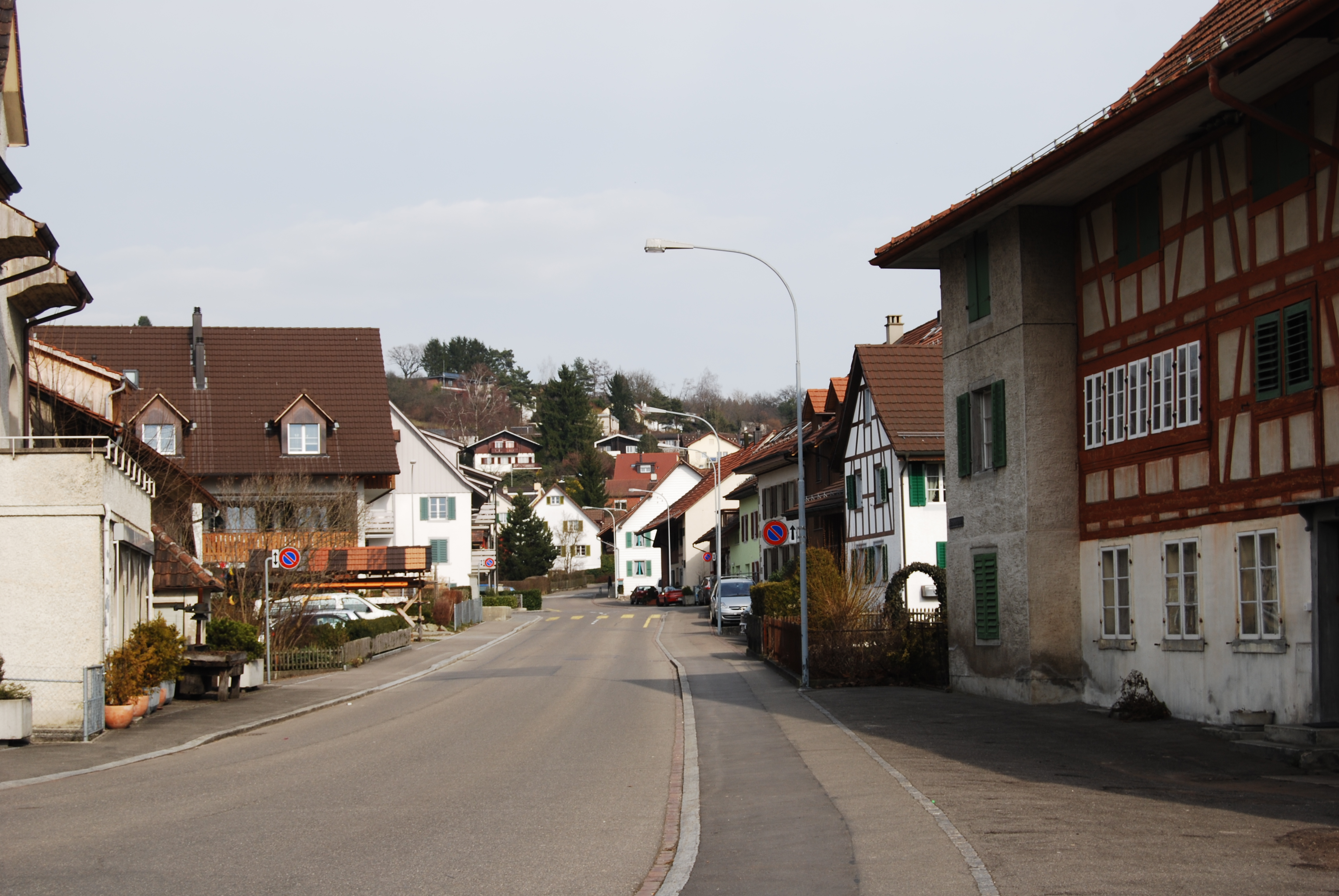
Bachenbülach

Bachenbülach telt 3626 inwoners.

## Trivia
- In Bachenbülach vestigde de Nederlandse discounter Action in april 2025 zijn eerste filiaal in Zwitserland.